# María Marascia
María Marascia (* 24. Mai 1991) ist eine kolumbianische Leichtathletin, die im Mittelstreckenlauf antritt.

## Sportliche Laufbahn
Erste internationale Erfahrungen sammelte María Marascia bei den 2020 erstmals ausgetragenen Hallensüdamerikameisterschaften in Cochabamba, bei denen sie in 2:17,98 min die Bronzemedaille im 800-Meter-Lauf hinter der Uruguayerin Déborah Rodríguez und Mariana Borelli gewann.

## Persönliche Bestleistungen
- 800 Meter: 2:08,75 min, 9. Juni 2019 in Portland
  - 800 Meter (Halle): 2:10,24 min, 24. Februar 2019 in Boston